# Sheila Frahm
Sheila Frahm (Colby, 1945. március 22. –) az Amerikai Egyesült Államok szenátora (Kansas, 1996).